# لوك كلارك
لوك كلارك (بالإنجليزية: Luke Clark)‏ (24 مايو 1994 في المملكة المتحدة - ) هو لاعب كرة قدم بريطاني في مركز الدفاع. لعب مع بريستون نورث إيند ونادي أكرينغتون ستانلي ونادي ويتون ألبيون وسالفورد سيتي.

## وصلات خارجية
- لوك كلارك على موقع قاعدة بيانات كرة القدم.إي يو (الإنجليزية)
- لوك كلارك على موقع Soccerbase.com (لاعب) (الإنجليزية)